# Charles Capé

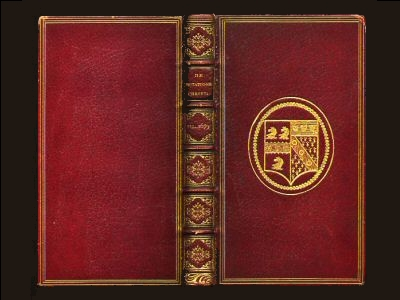
Reliure de Ch. Capé sur une édition elzévirienne

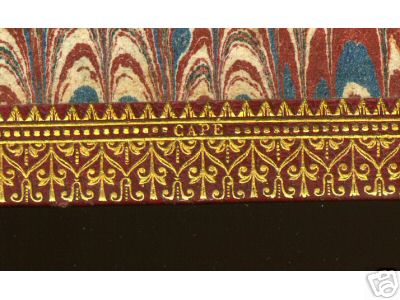
Détail de la signature

Charles François Capé, né le 19 décembre 1806 à Villeneuve-Saint-Georges (Val-de-Marne) et mort le 5 avril 1867 à Paris est un relieur français.

## Biographie
D'abord relieur de la bibliothèque du Louvre, il s'établit à son compte en 1848 au 16 de la Rue Dauphine et devient « relieur de l'Impératrice ». Il acquiert une clientèle bourgeoise pour laquelle il réalise notamment des pastiches de reliures anciennes.
Il a réalisé pour  Masséna, duc de Rivoli des reliures en plein maroquin vers 1862 aux armes de sa famille.  Il était surtout connu pour avoir été le relieur de l'impératrice Eugénie.
Choisi par le duc d'Aumale au titre des trois meilleurs relieurs français de son temps, deux de ses œuvres viennent enrichir la collection de manuscrits présentée en 1862 dans le cabinet des livres du duc d'Aumale et désormais conservée au château de Chantilly.
Les relieurs Marius Michel père et fils décrivent en 1880 le travail de Capé comme suit : « une recherche d'extrême élégance qui paraît l'avoir seule préoccupé, dans ces reliures si élégantes mais si fragiles qu'après vingt années seulement d'existence beaucoup d'entre elles sont déjà fatiguées, presque mortes avant d'avoir vécu ».

## Quelques œuvres
- Reliure de Charles Capé, 1860, maroquin brun. Décor d'entrelacs courbes mosaïqués de maroquin noir et blanc. Signature : Capé, sur : Boccace, Theseida, Ferrare, Augustinus Carnerius, 1474. (Édition princeps.) Le volume est acquis en 1859 à une vente parisienne. Capé a doré sur les plats et les doublures deux décors caractéristiques de la Renaissance. A la réception de cette reliure à Londres, le duc d’Aumale écrit à son correspondant parisien : « La Théséide est, je crois, la plus belle reliure que j'aie vue parmi les livres anciens ou modernes. Bien payée d'ailleurs... Vous avez raison d'appeler Capé un véritable artiste ».
- Reliure de Charles Capé, entre 1855 et 1862. Maroquin brun. Décor d'entrelacs géométriques mosaïqués de maroquin noir, rouge et bleu avec armes et chiffre du duc d'Aumale. Signature : Capé, sur : Horace, Opera, Paris, Firmin-Didot, 1855. Un des exemplaires de luxe avec les illustrations de photographies, collées sur les pages. La seule des reliures choisies pour cette exposition par le duc d'Aumale qui soit sur une édition contemporaine. Il s'agit d'un des premiers livres illustrés par la photographie. Malgré ce caractère novateur de l'ouvrage, le décor adopté pour la reliure est de type historiciste.